# Marchantia berteroana
Marchantia berteroana là một loài Rêu trong họ Marchantiaceae. Loài này được Lehm. & Lindenb. mô tả khoa học đầu tiên năm 1834.